# 키프로스 파운드

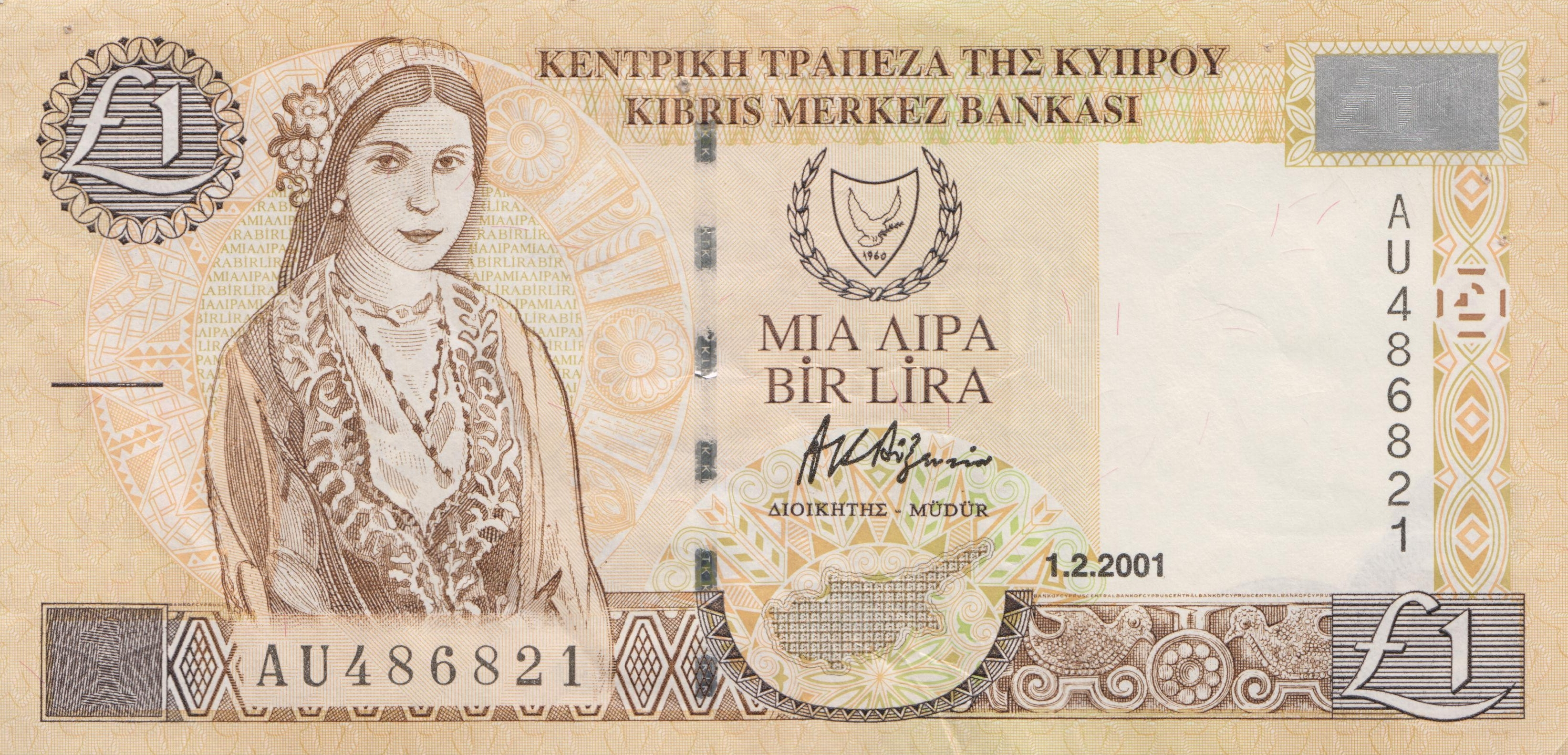

키프로스 파운드(영어: Cypriot pound), 속칭 리라(그리스어: λίρα / 복수형: λίρες, 튀르키예어: lira)는 2007년 12월 31일까지 통용된 키프로스의 통화로, 1 파운드는 100 센트(cents, σεντ, sent) 또는 1000 밀스(mils, μιλς, mil)에 해당한다. 북키프로스는 튀르키예 리라를 통화로 사용하고 있다.
2008년 1월 31일까지 유로와 함께 통용되었으며 1, 2, 5, 10, 20, 50 센트 동전과 1, 5, 10, 20 파운드 지폐가 통용되었다. 유로와의 교환 비율은 1 유로 = 0.585274 파운드이다.

## 같이 보기
- 키프로스의 유로 주화
- 키프로스의 경제